# Gschlösstal

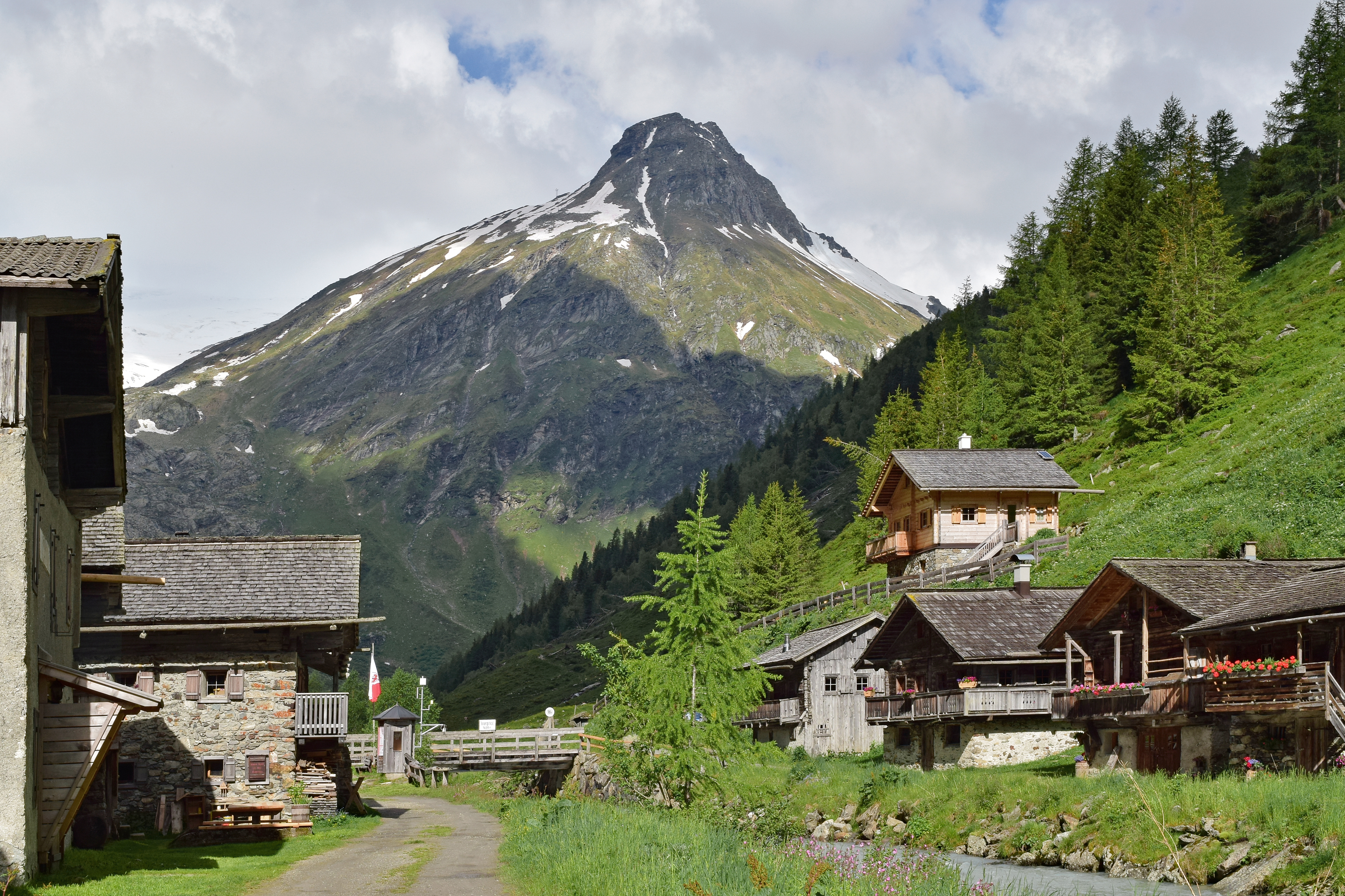
Blick auf Innergschlöss mit der Venedigergruppe

Das Gschlösstal (auch Gschlöss genannt) ist ein Seitental des Tauerntals auf dem Gemeindegebiet von Matrei in Osttirol. Es beginnt an der Mündung des Tauernbaches mit dem Gschlössbach und reicht bis zum Ursprung des Gschlössbaches am Zusammenfluss des Schlatenbaches und des Viltragenbaches. Das Gschlösstal wird seit Jahrhunderten als Almgebiet genutzt und wird heute als „schönster Talabschluss der Ostalpen“ beworben.

## Geographie

### Lage und Verlauf

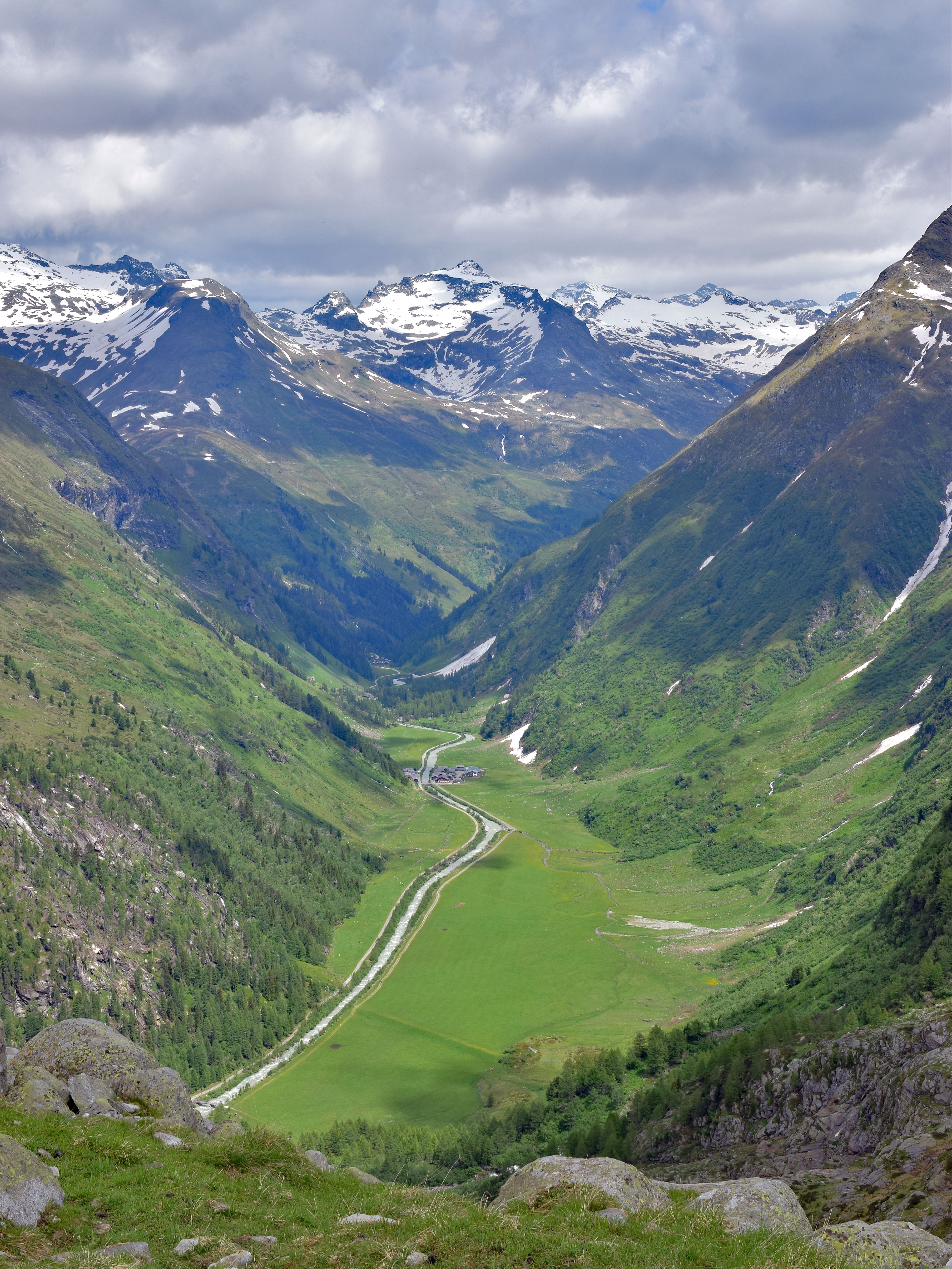
Gschlösstal vom Gletschwerg aus gesehen

Das Gschlösstal liegt im nördlichen Osttirol an der Grenze zu Salzburg, jedoch vollständig auf dem Gemeindegebiet von Matrei in Osttirol. Folgt man dem Tauernbach flussaufwärts, so erreicht man nach dem Passieren des Matreier Tauernhauses den Zusammenfluss von Tauernbach und Gschlössbach. Hier endet das Tauerntal, wobei der wesentlich kleinere Tauernbach unterhalb des Felber Tauern in einer Entfernung von etwa drei Kilometer entspringt. Die mengenmäßig logische Fortsetzung des Tauernbaches wird hingegen flussaufwärts ab hier als Gschlössbach bezeichnet. Ebenso beginnt hier das Gschlösstal, das sich im Wesentlichen in westlicher Richtung erstreckt. Kurz nach dem Beginn des Tales liegt die Almsiedlung Außergschlöss, gefolgt von der Felsenkapelle und der Almsiedlung Innergschlöss mit dem Gasthaus Venedigerblick. Im Talabschluss findet sich schließlich westlich von Innergschlöss als Ursprung des Schlatenbachs das Schlatenkees.

### Schlatenkees

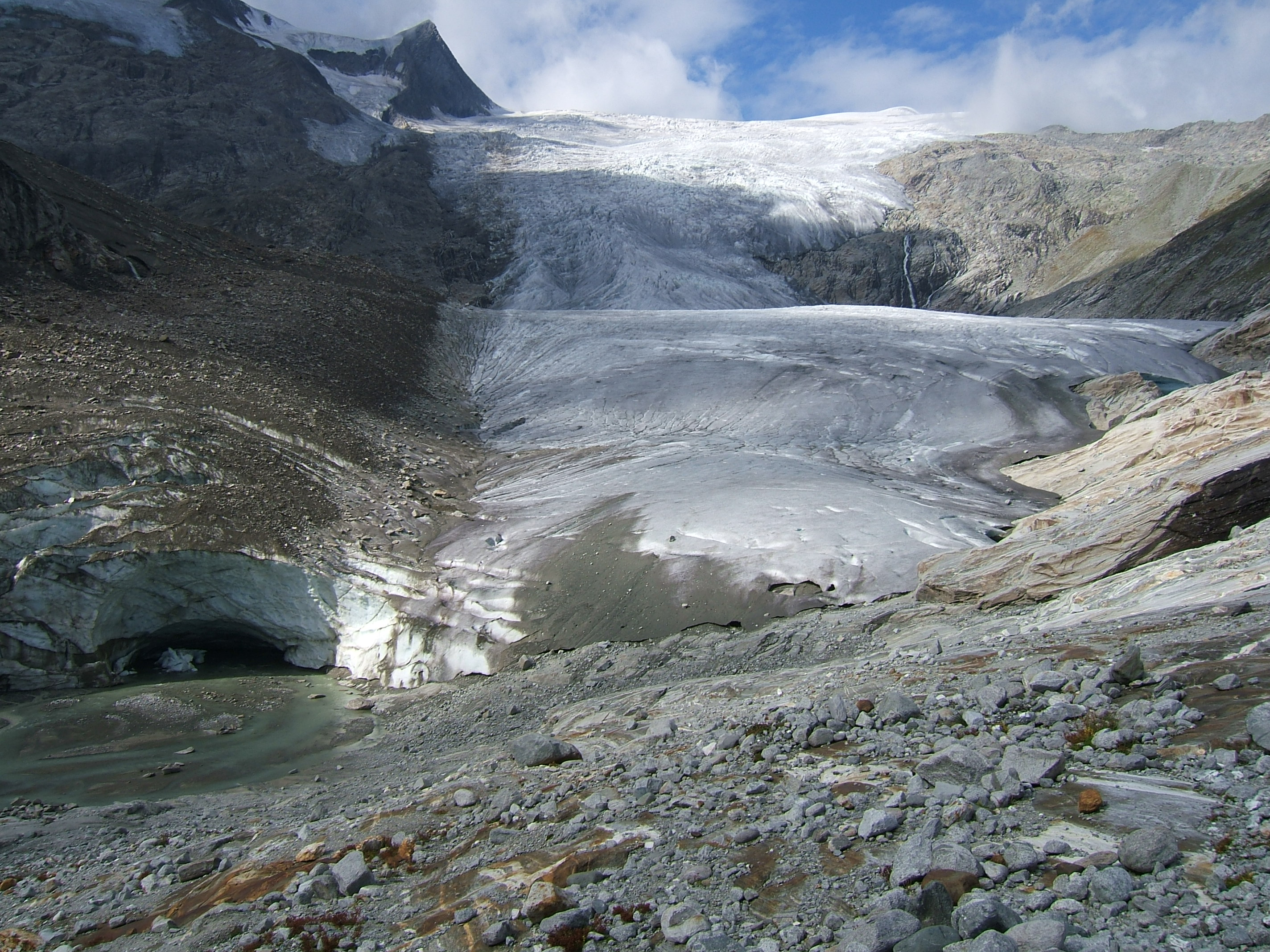
Schlatenkees

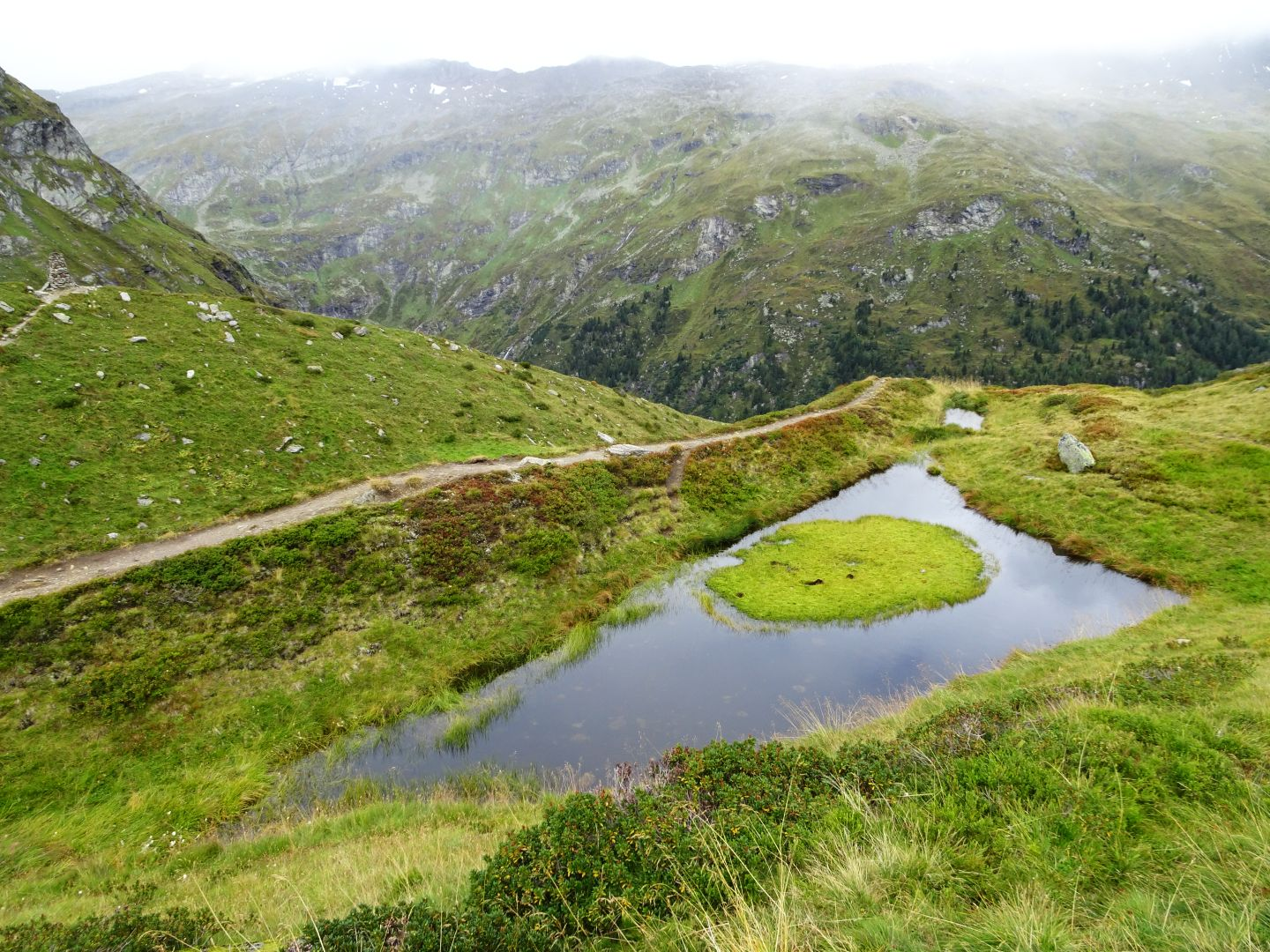
See Auge Gottes am Gletscherweg Innergschlöss

Das Schlatenkees im Talschluss des Gschlösstals ist mit 900 ha und 5,5 km Länge (Stand 1986) der größte Gletscher im Tiroler Teil der Venedigergruppe und nimmt 3 % des Gemeindegebiets von Matrei ein. Vor etwa 9.000 Jahren erreichte der Gletscher seine größte Ausdehnung, jedoch war er um 1840 nicht viel kleiner. Heute ist das Schlatenkees so klein, wie es seit 750 Jahren nicht mehr, und in den letzten 9.500 Jahren nur selten war.

## Geschichte

### Namensherkunft
Der Name Gschlöss geht auf slawische Almbauern und Bergleute aus der Zeit der Völkerwanderung zurück. Ursprünglich Scheleß genannt, stammt der Name vom slawischen zelezo (Eisen) ab. Ähnlich wie die Herkunft des Namens Schlatenkees vom slawischen zlato (Gold) deutet dies auf Erzfundstätten im Gschlösstal hin. So gibt es beispielsweise am Südhang des Roten Kogels ein Vorkommen von Chalkopyrit (Kupferkies, Kupfer-Eisen-Sulfid). Von den Einheimischen wird das Tal oftmals einfach als Gschlöss oder auch das Getrete bezeichnet.

### Almwirtschaft, Tourismus und Gebäude

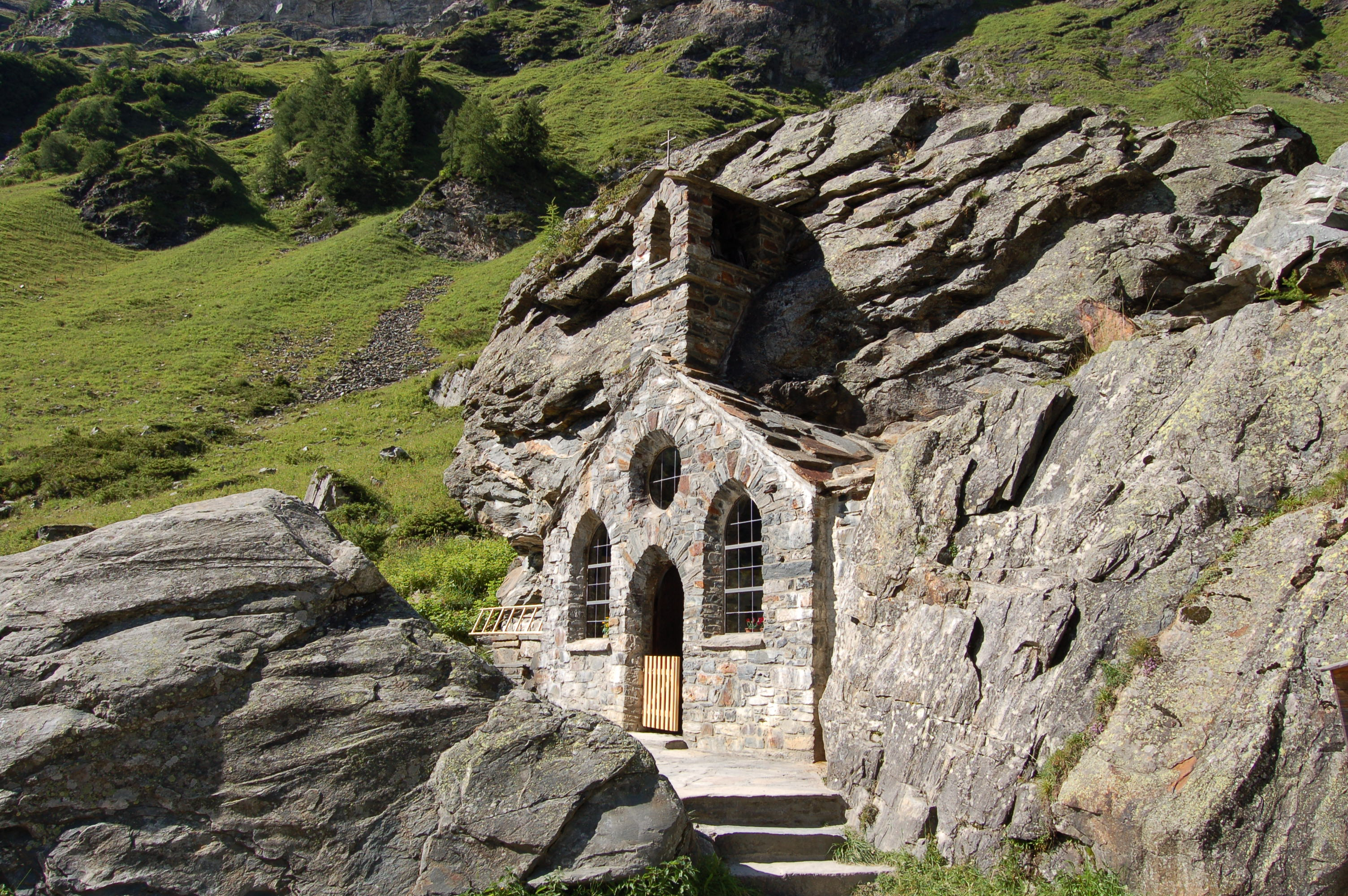
Felsenkapelle

Ursprünglich besaß jeder Bauer, der im Gschlösstal das Weiderecht innehatte, ein eigenes Almgebäude. Heute stehen hingegen in Außergschlöss und Innergschlöss nur noch Gemeinschaftsställe, die ursprünglichen Almgebäude wurden mit Hilfe der Marktgemeinde Matrei vom Heimatkundlichen Verein renoviert und in Ferienwohnungen umgewandelt. Hinter der Almsiedlung Außergschlöss entspringt das sogenannte Frauenbrünndl, wo der Legende nach Maria Windeln gewaschen haben soll. Der Quelle wurden deshalb Heilkräfte zugerechnet. Da das Tal sehr abgeschieden liegt, errichteten die Bauern 1688 erstmals eine Kapelle, die jedoch 1870 zum zweiten Mal von einer Lawine zerstört wurde. Deshalb wurde die Kapelle in einer natürlichen Höhle neu errichtet, weshalb der Bau heute auch den Namen Felsenkapelle trägt. Die Reste der alten Kapelle sind heute noch erhalten. 1970 wurde die Kapelle renoviert.

## Verkehr
Das Gschlösstal ist über die Felbertauernstraße von Matrei in Osttirol oder über den Felbertauerntunnel von Salzburg aus erreichbar. Die Straße ist mit dem PKW oder Postbus jedoch lediglich bis zum Matreier Tauernhaus benutzbar. Die Straße führt zwar weiter bis hinter die Siedlung Innergschlöss, ab dem Matreier Tauernhaus besteht jedoch ein Fahrverbot. Ausnahmen gibt es nur für das Taxi, einer Bummelbahn und eine Pferdekutsche, die die Touristen und Wanderer ins Tal bringen. Lediglich den Almbesitzern ist es erlaubt, mit dem PKW in das Tal einzufahren. Hierzu führt eine Straße aus unbefestigtem Material auf der rechten Talseite taleinwärts. Auf der linken Talseite verläuft wiederum ein Wanderweg zu den beiden Almsiedlungen.
Neben dem bereits erwähnten Wanderweg entlang des Gschlössbaches ist das Gschlösstal auch über andere Wanderwege zu erreichen. Von Norden führt ein Wanderweg über den Felber Tauern und St. Pöltner Hütte und den St. Pöltner Westweg zum Innergschlöss, von Süden ist das Tal über die Badener Hütte und den Gletscherweg Innergschlöss erreichbar. Ein weiterer beliebter Wanderweg führt vom Großvenediger über die Alte bzw. Neue Prager Hütte nach Innergschlöss.